# Cuprosenandorita
La cuprosenandorita és un mineral de la classe dels sulfurs.

## Característiques
La cuprosenandorita és una sulfosal de fórmula química Ag₁₆Cu₈Pb₂₄Sb₇₂S₁₄₄. Va ser aprovada com a espècie vàlida per l'Associació Mineralògica Internacional en el mes d’agost de l'any 2024, i encara resta pendent de publicació. Cristal·litza en el sistema ortoròmbic.
Segons la classificació de Nickel-Strunz pertany a «02.JB: Sulfosals de l'arquetip PbS, derivats de la galena, amb Pb». L'exemplar que va servir per a determinar l'espècie, el que es coneix com a material tipus, es troba conservat a les col·leccions mineralògiques del departament mineralògic-petrogràfic del Museu d'Història Natural de Viena (Àustria), amb el número de catàleg: O 3072.

## Formació i jaciments
Va ser descoberta a la mina San José, situada a la localitat d'Oruro, dins la província de Cercado (Oruro, Bolívia). Aquest indret és l'únic de tot el planeta on ha estat descrita aquesta espècie mineral.